# Cierzac
Cierzac település Franciaországban, Charente-Maritime megyében. Lakosainak száma 321 fő (2022. január 1.). Cierzac Saint-Fort-sur-le-Né, Saint-Palais-du-Né és Germignac községekkel határos.

## Népesség
A település népességének változása:
| Lakosok száma | 221  | 177  | 183  | 222  | 281  | 293  | 307  | 313  | 316  | 321  |
|               | 1968 | 1982 | 1990 | 2006 | 2013 | 2015 | 2017 | 2019 | 2020 | 2022 |